# フランソワ・ポンポン

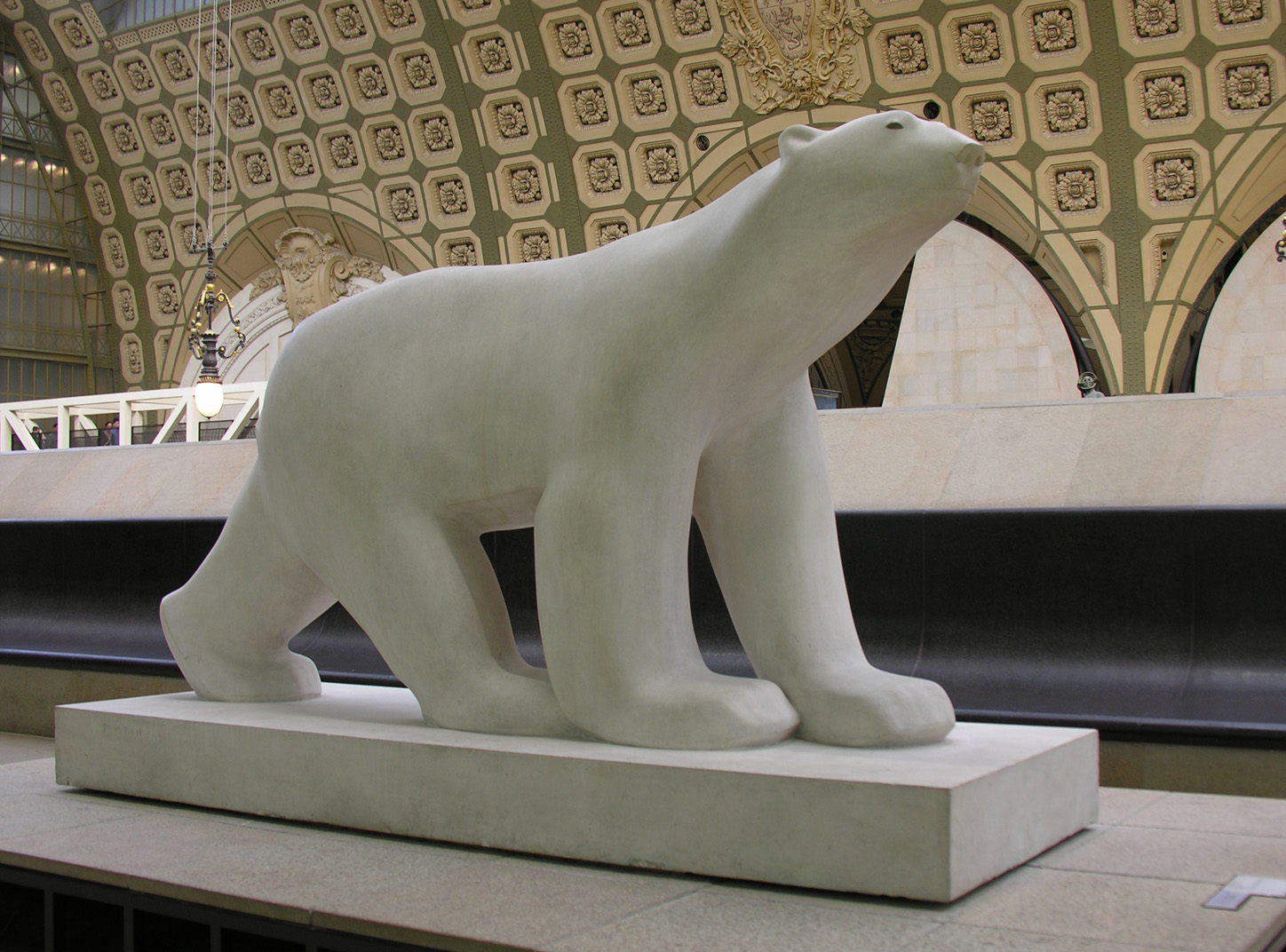
「白熊 (ポンポン)」（オルセー美術館）

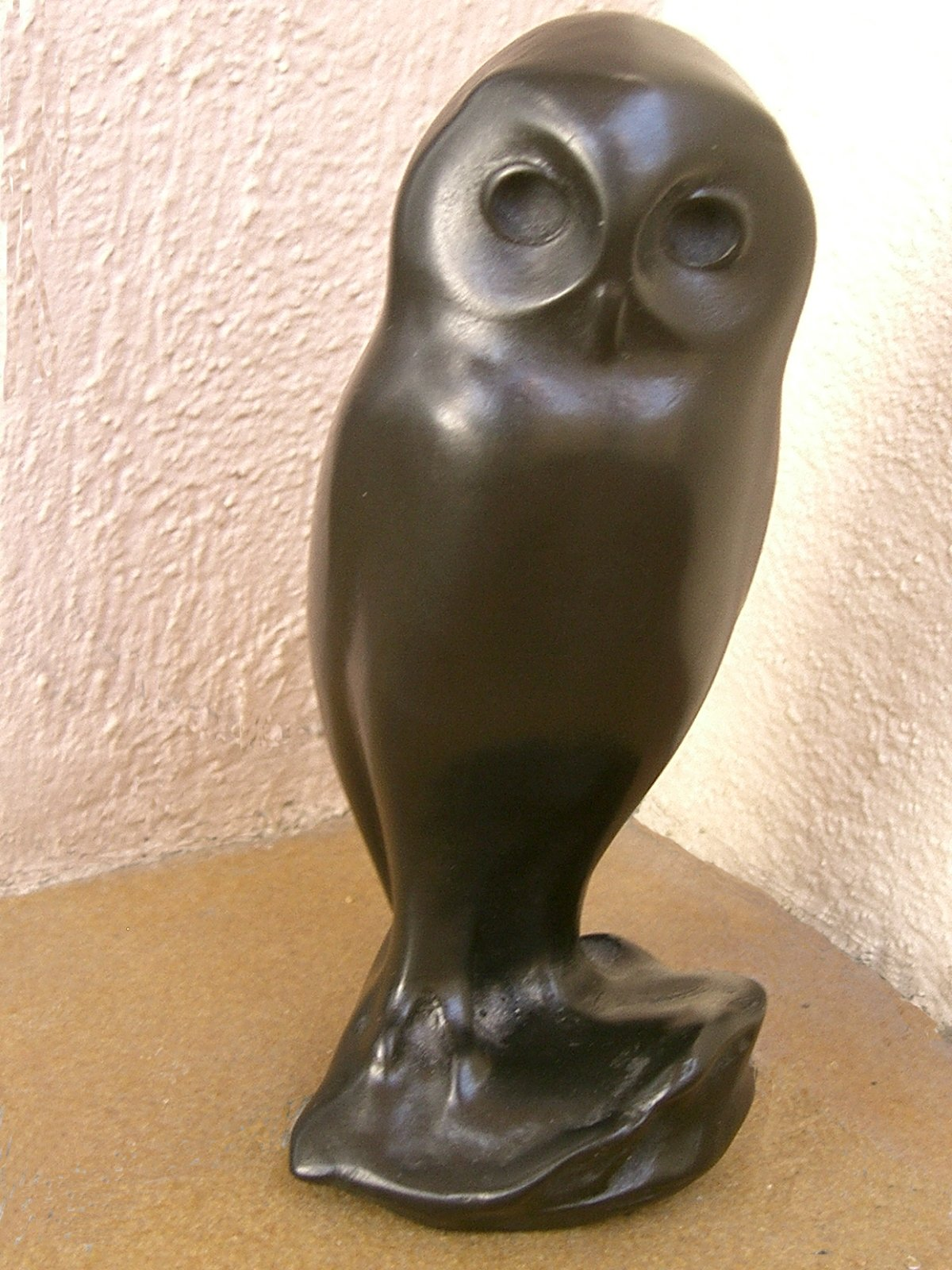
フクロウ

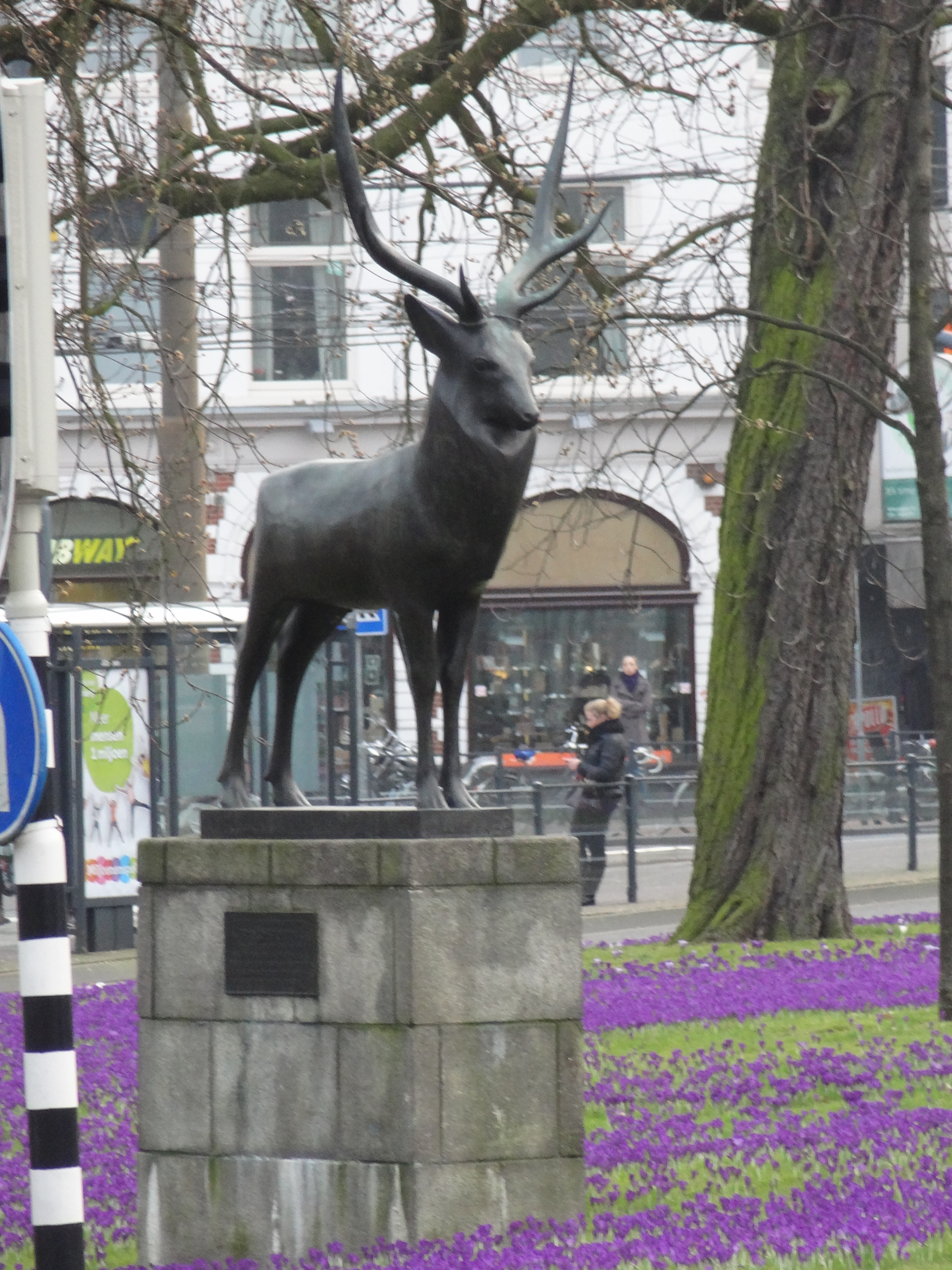
「ポンポンの鹿」（オランダ,アーネム）

フランソワ・ポンポン（François Pompon, 1855年5月9日 - 1933年5月6日）は、フランス・ブルゴーニュ出身の彫刻家である。

## 略歴
ポンポンはブルゴーニュ中部に位置するソーリューで生まれ、父親は家具職人や仕立屋をしていた労働者階級であった。ポンポンは首府のディジョンの墓石屋の大理石職人としてその彫刻家としての経歴をスタートさせる。仕事を続けながら、美術学校の夜間課程に通い彫刻の基礎を学んだ。
1876年、21歳の頃にポンポンは彫刻家を目指してパリへ出る。国立装飾美術学校（後の国立高等装飾美術学校）の夜間課程に在籍しつつ、昼間は大理石職人として働いた。ちょうどこの頃、パリは普仏戦争、その後のパリ・コミューン革命政府などの混乱による荒廃後の復興期にあたって多く建築計画が進められており、装飾彫刻を得意としたポンポンはあちこちの工事に駆り出され、パリでの生活は順調だった。
1879年、ポンポンは製作したコゼット（ヴィクトル・ユーゴーの小説レ・ミゼラブルの登場人物）の彫像がサロンで好評を得て、念願の彫刻家としてのデビューを果たす。だが、この成功はポンポンの生活をより安定させることとなる（ちょうどこの頃に結婚もしている）ものの、自分のスタイルを見失い、1880年代のポンポンの彫刻家としての個人的な経歴はまったく見当たらない。つまり、ポンポンは他の彫刻家の助手をあちらこちらで務めていたようである。
1890年代に入る頃、国立装飾美術学校の教師であったピエール・ルイ・ルイヤール（Pierre Louis Rouillard）の作る彫刻に励起されて、動物彫刻に注目するようになる。また、古代エジプト美術や日本美術に興味をもったポンポンは、そのシンプルながらも神聖さあふれるスタイルに感銘し、彫刻からリアリズムを廃し、単純化を試みるようになっていく。
また、これに前後して、ロダンの工房にも出入りするようになり、その助手を続けながら様々な彫刻作品に触れ、自らの作風を確立していった。
1900年代に入っても、ポンポンはロダンの製作を手伝いながら少しずつ作品を作りため、1917年のロダンの死後に最晩年となってからようやく独立を果たす。

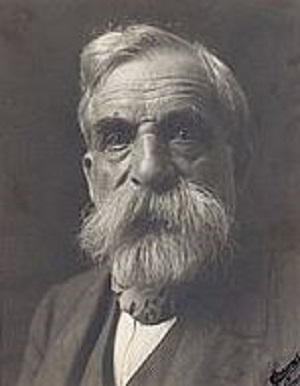
1918年

リュクサンブール美術館が「山鳩」の彫刻を購入したのを皮切りに、人気をあつめ、1922年、67歳にして代表作の「白熊」を発表することとなる。

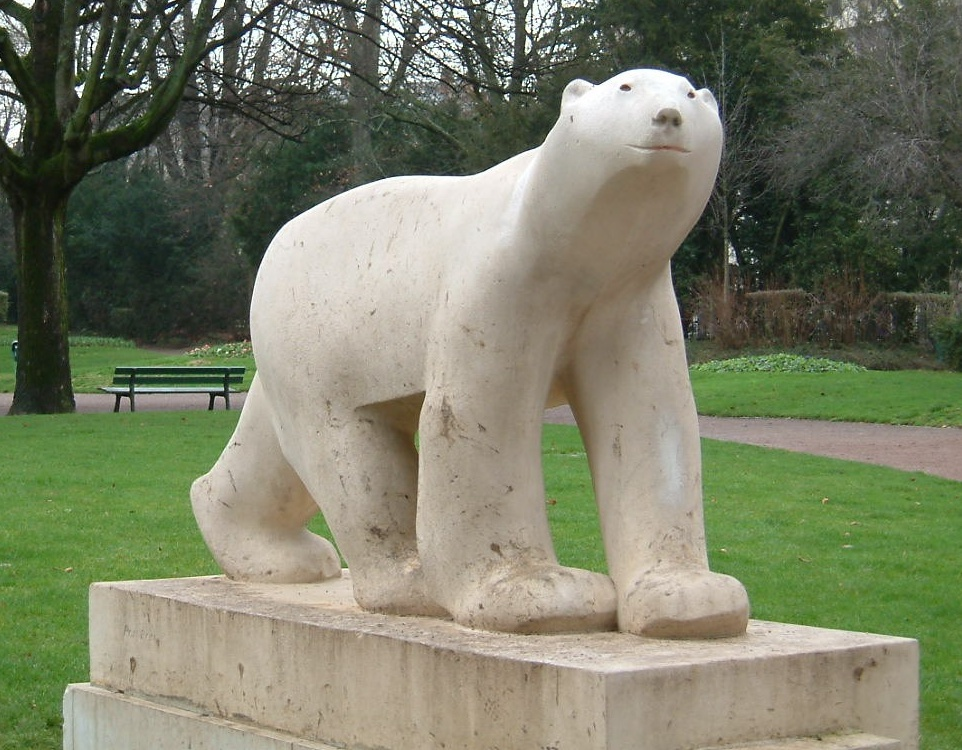
「白熊」ダルシー庭園

ポンポンはその生涯のほとんどを他の彫刻家の支援に費やしたが、晩年に独立してからの10年で多くの作品を製作し、その単純化された独特なラインを持った彫刻は、まさにモダニズムの頂点でもある。
2021年7月10日から日本初となる「フランソワ・ポンポン展 〜動物を愛した彫刻家〜」が
京都市京セラ美術館で開催され、名古屋市美術館、群馬県立館林美術館、佐倉市立美術館、山梨県立美術館を2022年6月12日まで巡回した。

## 所蔵美術館
故郷のソーリューにポンポンの名を冠した小さな美術館（ソーリュー・ポンポン美術館）があり、またディジョン美術館にはポンポンの作品を集めた一室もある。パリのオルセー美術館のコレクションが著名であり、日本においても群馬県立館林美術館が収集を試みたが、ポンポンが遺言で禁じていた死後鋳造の作品を多数購入してしまい問題となった。

## 主な作品

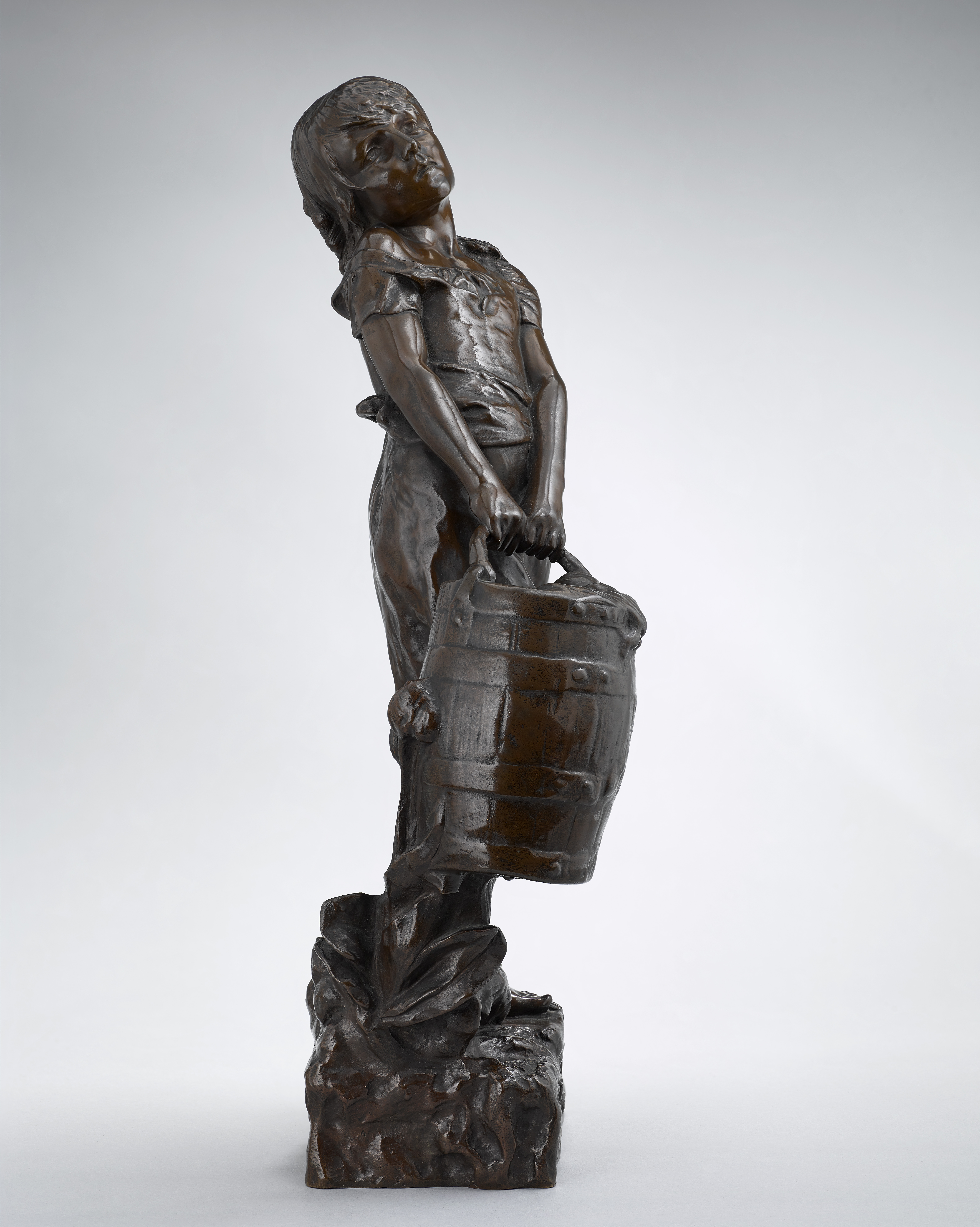
「コゼット」（ポンポン美術館所蔵）

- 「コゼット」（1879年, ヴィクトル・ユゴー記念館（英語版）蔵)
- 「フクロウ」（1918年）
- 「白熊」（1922年, オルセー美術館他)
- 「ペリカン」（1929年）